# Pero de Magalhães Gândavo

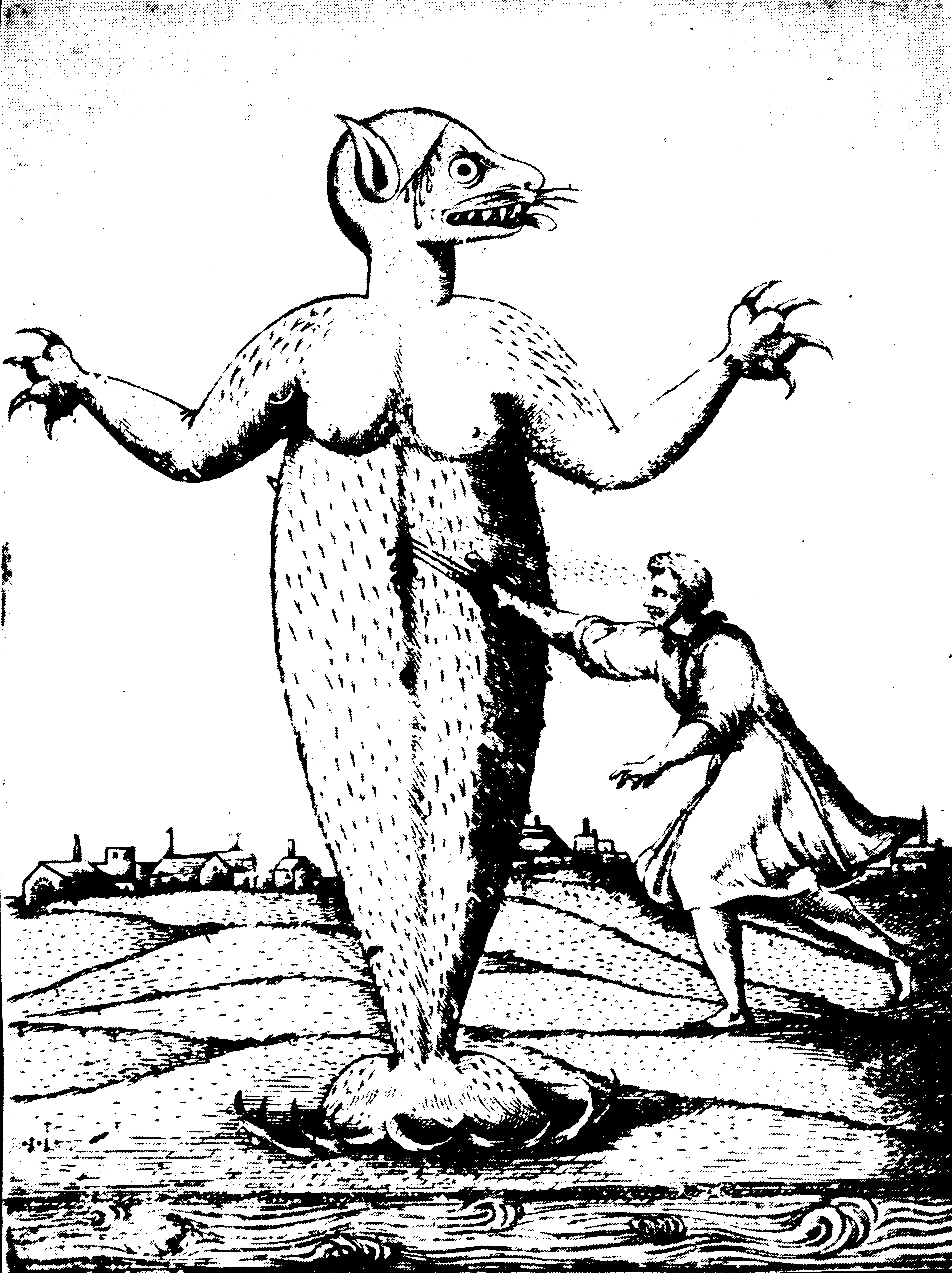
O monstro marinho Ipupiara sendo atacado. Figura mítica que ilustrava o livro de Gândavo, escrito em 1576.

Pero de Magalhães Gândavo (Braga, c. 1540 – c. 1580) foi um historiador e cronista português

## Vida
Filho de pais flamengos oriundos da cidade de Gand, daí o seu apelido Gândavo, nasceu em Braga em data incerta, provavelmente por volta de 1540. Foi professor de latim e português no norte de Portugal e secretário na Torre do Tombo.
Gândavo esteve no Brasil, talvez entre 1558 e 1572, para trabalhar na Fazenda do governo da Bahia.

## Obras
Escreveu Tratado da Província do Brasil e Tratado da Terra do Brasil, com a finalidade de estimular a emigração portuguesa. Os dois textos foram reunidos mais tarde no famoso livro História da Província Santa Cruz a que vulgarmente chamamos Brasil, editado em Lisboa, por Antônio Gonçalves, em 1576.
O livro aborda uma série de aspectos locais. A fauna (o tamanduá, o tatu, uma série de aves, insetos e peixes exóticos), que era, em boa parte, desconhecida dos europeus, é descrita com espanto, estranheza e maravilha. Chega mesmo a descrever o suposto monstro marinho que teria aparecido na capitania de São Vicente e sido morto pelos portugueses da localidade.
As plantas da colónia merecem também a sua atenção. A que descreve com maior cuidado é a mandioca, incluindo as características de cada parte da planta e suas utilidades.
Além da fauna e da flora, relata a descoberta do Brasil por Pedro Álvares Cabral, os primórdios da colonização, as diversas tribos indigenas e as capitanias em que se dividia o território brasileiro. Traça, por fim, um retrato das potencialidades que a terra reservava aos portugueses, a vastidão do território e seus recursos económicos.
Diz Capistrano de Abreu na Introdução ao Tratado da Terra do Brasil e à História da Província de Santa Cruz (1932) que o projeto de Gândavo era: "mostrar as riquezas da terra, os recursos naturais e sociais nela existentes, para excitar as pessoas pobres a virem povoá-la: seus livros são uma propaganda de imigração."
O Brasil descrito por Gândavo correspondia à região costeira desde Itamaracá até São Vicente e se estendia pouco para o interior.  Gândavo cita Olinda como o local mais rico da colônia, e Salvador, como o mais populoso, o que evidencia que, naquela altura, o Brasil se concentrava na costa nordestina. Na época de Gândavo a produção de açúcar se dava mais no engenho hidráulico que no engenho a tração animal.  A mão de obra era principalmente indígena.  Pernambuco tinha tamanho excedente de escravos indígenas que os exportava para as capitanias mais meridionais.
Gândavo fora também gramático e, junto a Belchior Rodrigues e João Ocanha, escreveu as Regras que ensinam a maneira de escrever a orthographia da língua portuguesa (1574).
- Tractado da terra do Brasil (eBook)